# Sobkowy Kopiniak
Sobkowy Kopiniak (słow. Zadná suchá veža) – turnia znajdująca się w górnej części Sobkowej Grani w słowackich Tatrach Wysokich. Od strony wschodniej graniczy z Sobkową Czubą, od której oddziela go Pośredni Sobkowy Przechód. Z kolei na zachód od Sobkowego Kopiniaka położona jest Wielka Sobkowa Turnia, oddzielona Zadnią Sobkową Szczerbiną.
Jest to jedna z najwybitniejszych turni w Sobkowej Grani i druga co do wysokości po sąsiedniej Sobkowej Czubie. Północne stoki opadają z Sobkowego Kopiniaka do Doliny Suchej Jaworowej, południowe – do Sobkowego Żlebu. Przez środek północnej ściany szczytu biegnie Sobkowa Drabina – wielki zachód prowadzący na Zadnią Sobkową Szczerbinę. W ścianie tej tkwią dwa żebra o charakterze filarów. Na szczyt nie prowadzą żadne szlaki turystyczne. Najdogodniejsza droga dla taterników prowadzi na Sobkowy Kopiniak z Pośredniego Sobkowego Przechodu.
Pierwsze wejścia:
- letnie – Ferenc Barcza, Imre Barcza i Oszkár Jordán, 16 maja 1910 r.,
- zimowe – Jerzy Pierzchała, 27 kwietnia 1936 r.[2]